# Przyćmienie miąższowe
Przyćmienie miąższowe (łac. offuscatio parenchymatosa) – zwyrodnienie dotyczące głównie narządów miąższowych (wątroba, nerki, serce).

## Przyczyny
- gorączka
- zakażenia
- trucizny
- oparzenia
- wyniszczenie
- przerost zastępczy

## Patofizjologia
Zakłócenie utleniania komórkowego z ww. przyczyn prowadzi do upośledzenia procesów energetycznych w szczególności w mitochondriach. Ich wrażliwa błona komórkowa ulega zaburzeniom, powodując napływ wody. Podobnie dzieje się z całą komórką. Komórka, a przede wszystkim jej mitochondria pęcznieją. Stan ten świadczy o odwracalnym uszkodzeniu komórki, lecz gdy trwa długo, dochodzi do dezintegracji błony wewnętrznej mitochondriów (wyciek cytochromu P450 jest dla komórki sygnałem do apoptozy) lub dezintegracji błony całej komórki - co spowoduje martwicę, która dla większej ilości komórek może wywołać miejscowy stan zapalny. 

## Obraz makroskopowy
Objęty zwyrodnieniem narząd jest na przekroju blady, słabo ukrwiony. Bladość wynika z rozpraszania światła przez obrzmiałe mitochondria, stąd nazwa przyćmienie śródmiąższowe.

## Obraz mikroskopowy
- komórka matowa, zmętniała, może być nieco powiększona
- słabo widoczne jądro
- w mikroskopie świetlnym widać bladoróżową „kaszkę” – obrzmiałe mitochondria, grzebienie mitochondrialne nieliczne, w postaci kolców